# Graniczna Placówka Kontrolna Tuplice
Graniczna Placówka Kontrolna Tuplice – pododdział Wojsk Ochrony Pogranicza pełniący służbę na przejściu granicznym z Niemcami.

## Formowanie i zmiany organizacyjne
W październiku 1945 Naczelny Dowódca WP nakazywał sformować na granicy  51 przejściowych punktów kontrolnych.
Graniczna placówka kontrolna Tuplice powstała w 1945 jako drogowy przejściowy punkt kontrolny III kategorii o etacie nr 8/12 . Obsada PPK składała się z 10 żołnierzy i 1 pracownika cywilnego. W 1946 była placówką kategorii A zorganizowaną według etatu 7/10.

## Dowódcy placówki
- kpt. Franciszek Rogowski (?-1947)(był 10.1946)[b].